# ستانلي إلبيرس
ستانلي إلبيرس (بالهولندية: Stanley Elbers)‏ (14 مايو 1992 بفاسينار في هولندا - ) هو لاعب كرة قدم هولندي في مركز جناح ‏. لعب مع أدو دين هاغ ونادي إكسلسيور وهيلموند سبورت.

## وصلات خارجية
- ستانلي إلبيرس على موقع قاعدة بيانات كرة القدم.إي يو (الإنجليزية)
- ستانلي إلبيرس على موقع Soccerway.com (الإنجليزية)
- ستانلي إلبيرس على موقع عالم كرة القدم.نت (الإنجليزية)